# Obere Freiarchenbrücke
Die Obere Freiarchenbrücke ist eine Straßenbrücke über den südlich parallel zum Landwehrkanal verlaufenden Flutgraben an der Grenze der Berliner Ortsteile Kreuzberg und Alt-Treptow. Das Bauwerk entstand 1893–1894 und steht mittlerweile unter Denkmalschutz.

## Namensgebung und Lage
Der Name der Brücke bedeutet ‚Obere Freischleusenbrücke‘ oder ‚Obere Umflutkanalbrücke‘ (siehe Umflut), weil das Wort arche (lateinisch: ‚arca‘) früher in der deutschen Sprache auch für Schleuse verwendet wurde. Die hier befindliche Schleuse gleicht einen Höhenunterschied von rund 20 cm zwischen dem Flutgraben – wie das erste östliche Teilstück der Wasserstraße genannt wird – und der Spree aus. Der Bezeichnungszusatz ‚Obere‘ zeigt, dass es als Pendant an der Unterschleuse im Tiergarten eine Untere Freiarchenbrücke gibt.
Gemeinsam mit der benachbarten Schlesischen Brücke verbindet die Obere Freiarchenbrücke im Straßenzug Vor dem Schlesischen Tor – Puschkinallee die Ortsteile Kreuzberg und Alt-Treptow. Die Freiarchenbrücke gehört komplett noch zu Kreuzberg. Sie liegt am gleichen Wasserstraßenkilometer 10,57 wie die Schlesische Brücke. Da der Flutgraben nicht für die Schifffahrt genutzt wird, gibt es lediglich einen schmalen Wasserdurchfluss von sieben Metern Breite, zentral unter der Brücke. Eine Durchfahrtshöhe ist daher nicht angegeben.

## Geschichte
Bauherr der Oberen Freiarchenbrücke war die Stadt Berlin, die im Jahr 1876 die Zuständigkeit über alle Brücken in Berlin vom preußischen Staat übernommen hatte. Im Jahr 1842 gab es ein hölzernes Vorgängerbauwerk. Erst mit dem Ausbau des früheren Schafgrabens zu einem schiffbaren Kanal wurde an dieser Stelle ein stabileres Bauwerk zur Regulierung des Wasserniveaus erforderlich. Der Magistrat hatte einen Wettbewerb ausgeschrieben, den der Architekt Otto Stahn zusammen mit dem Ingenieur Zanders gewonnen hatte. Den Entwurf führte das Bauunternehmen Belter & Schneevogl aus.
Während der Teilung der Stadt lag die Brücke unmittelbar an der Sektorengrenze in West-Berlin.

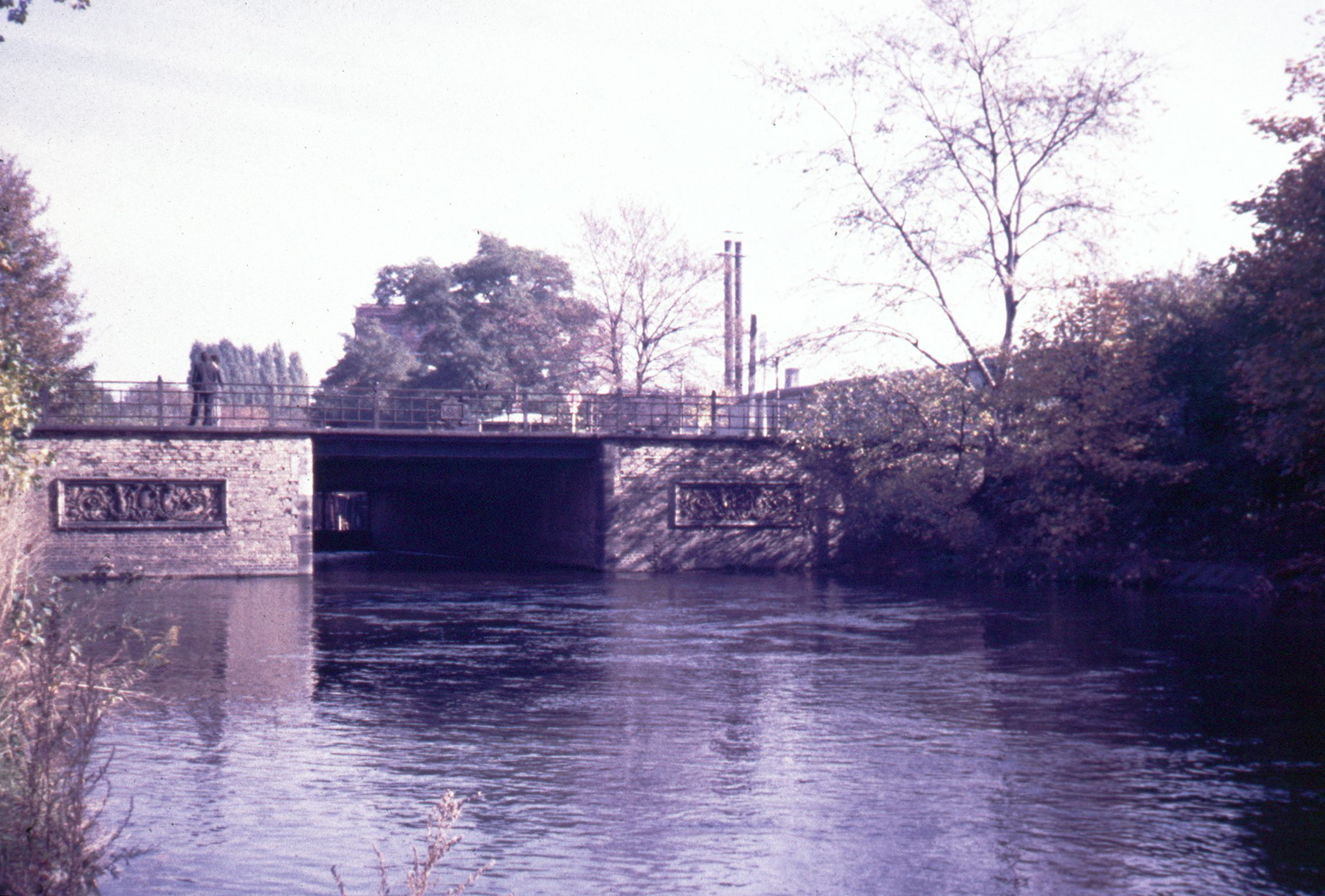
Flutgraben, Obere Freiarchenbrücke und Berliner Mauer, 1986
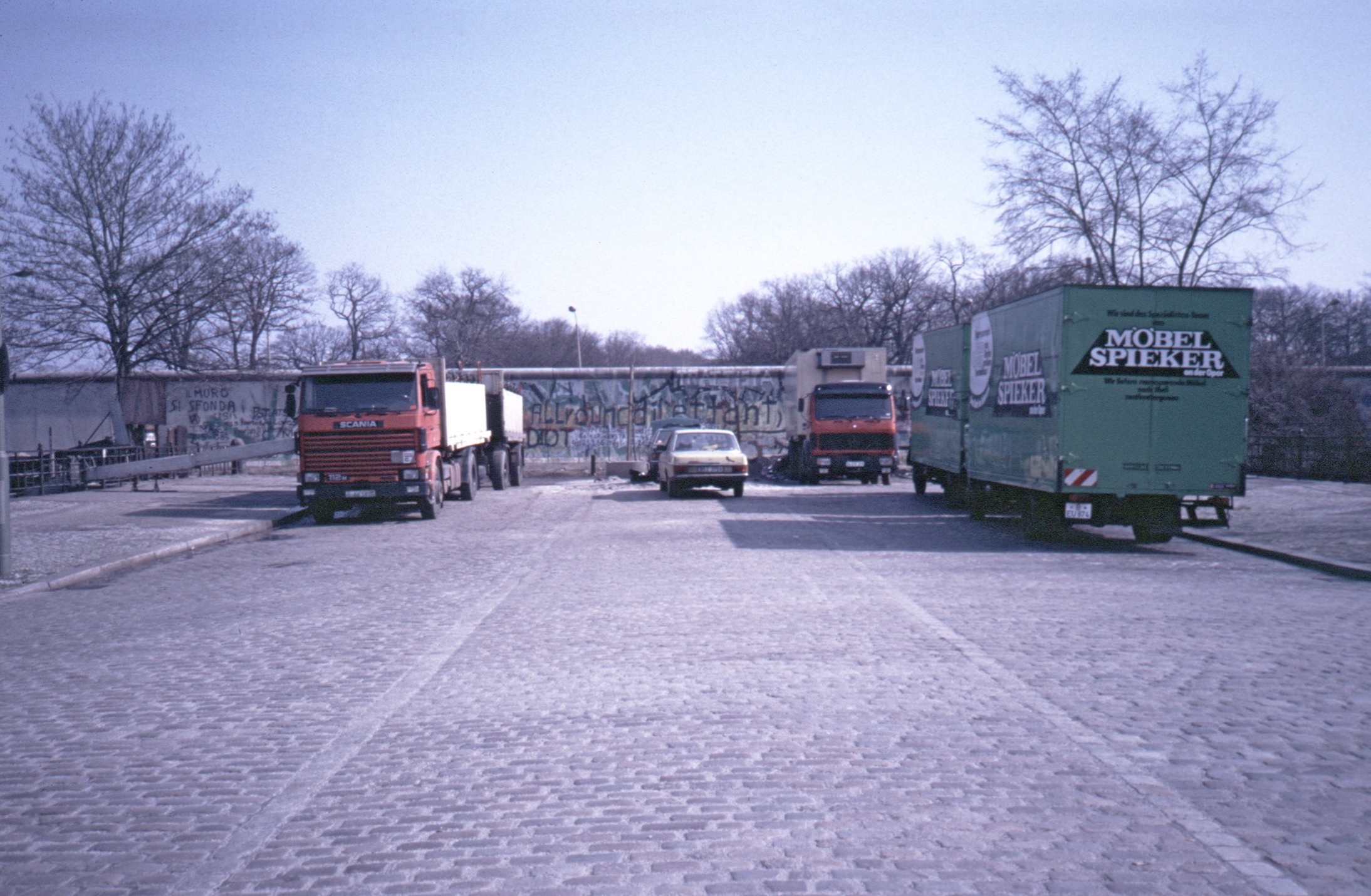
Obere Freiarchenbrücke, 1987
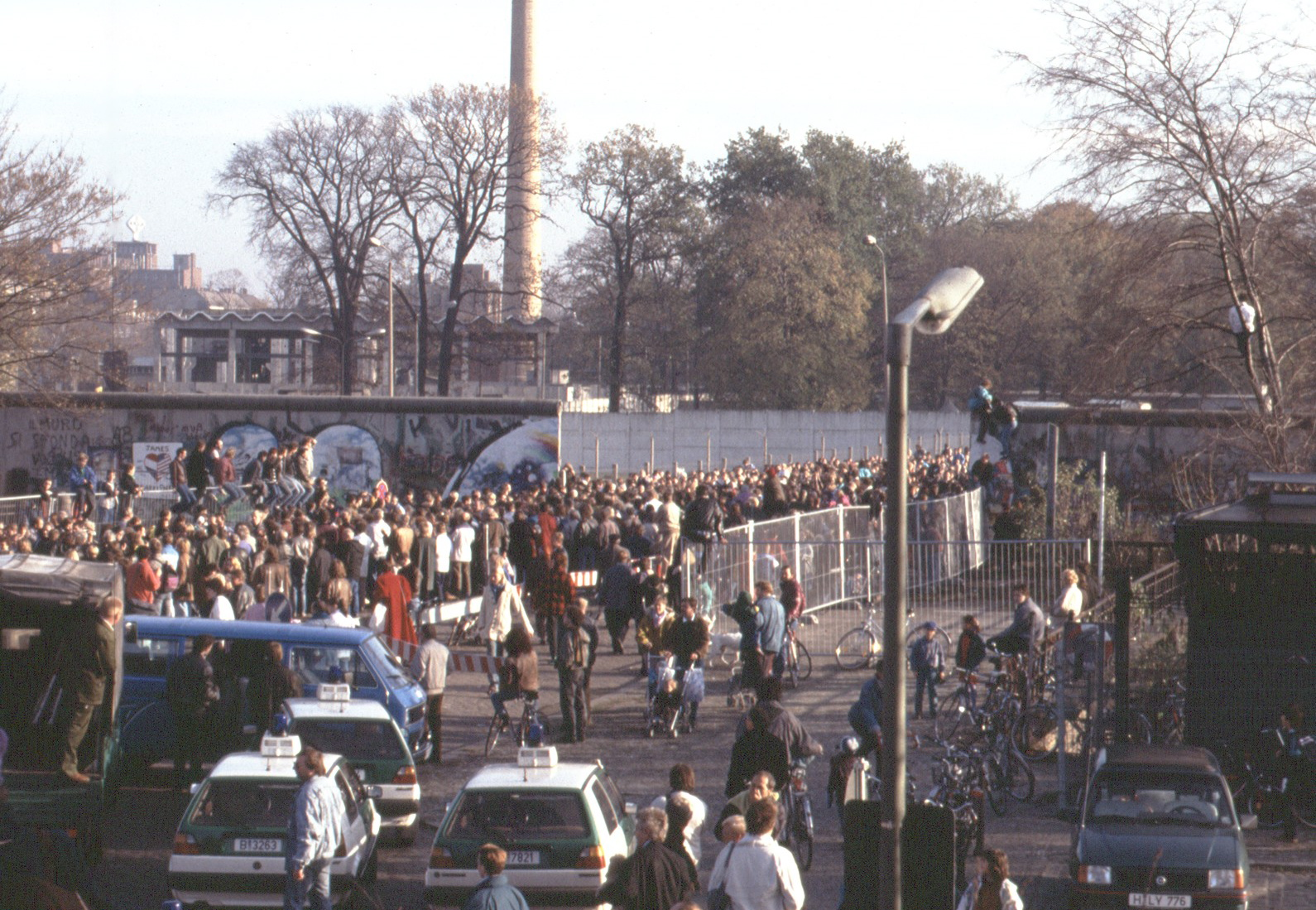
Obere Freiarchenbrücke nach der Öffnung der Mauer, 11. November 1989

## Architektur

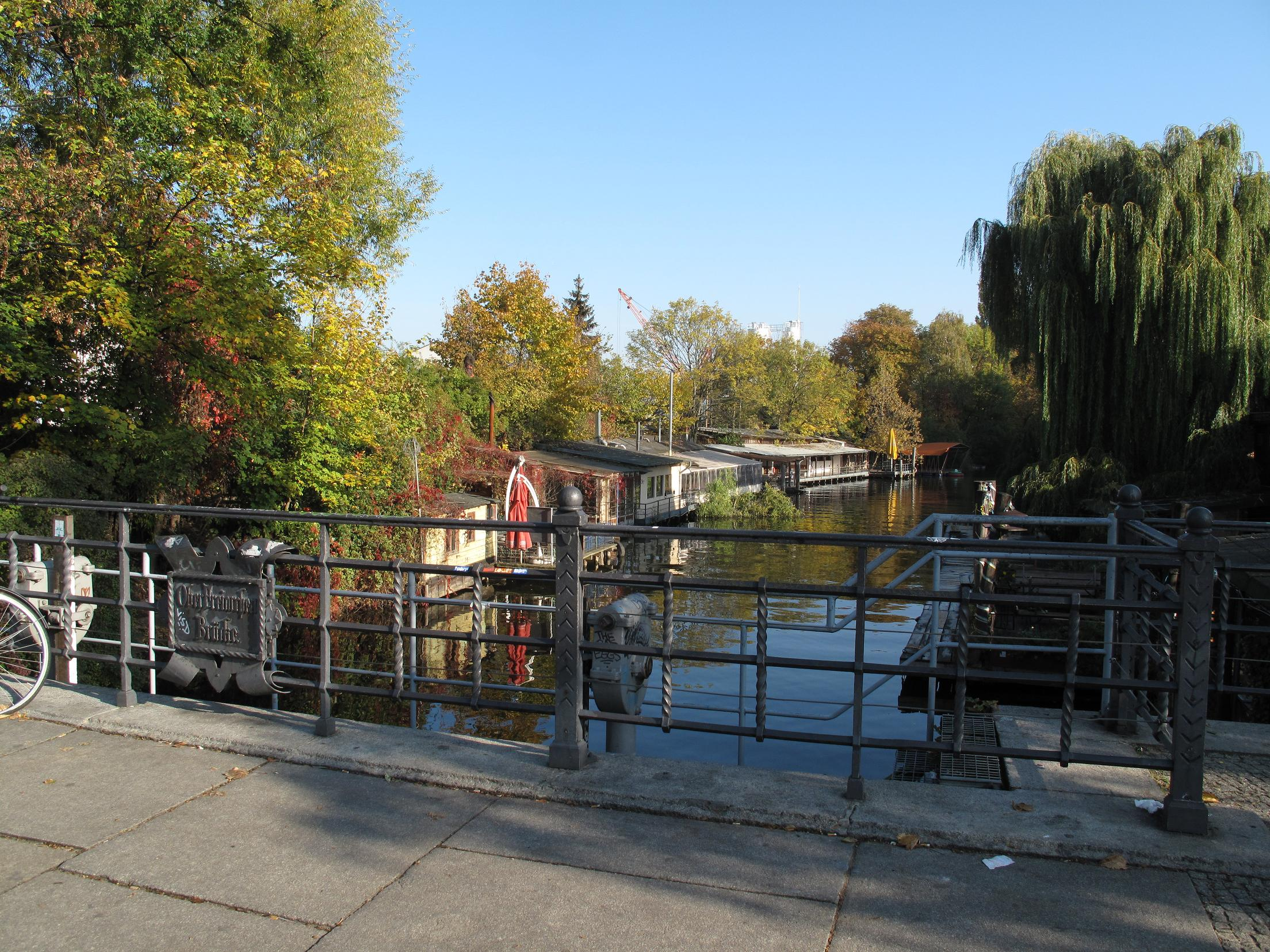
Geländer mit Schriftzug

Das Brückenbauwerk ruht auf großen Widerlagern, die komplett mit Ziegelsteinen verkleidet wurden und an allen vier Breitseiten Terrakotta-Schmuck tragen. Die Relieftafeln sind symmetrisch mit floralen Rankenornamenten versehen, in der Mitte halten zwei Putten einen Wappenspiegel.
Schmiedeeiserne Geländer begrenzen die Brückenplatte beiderseits. In einem Schmuckornament ist die damalige Schreibweise Ober Freiarchen Brücke in Frakturschrift zu lesen. Die Fahrbahntafel ist mit kleinteiligem Pflaster belegt.
Die Länge der Brücke beträgt etwa 50 m, die Breite 30 m. Die Fahrbahnbreite kann mit 17 m angegeben werden, beiderseits sind breite Fußwege angelegt.